# Echinax anlongensis
Echinax anlongensis is een spinnensoort uit de familie van de loopspinnen (Corinnidae).
De wetenschappelijke naam van de soort werd in 2004 gepubliceerd door Yang, Da-Xiang Song & Zhu.